# Abbaye de La Clarté-Dieu (Saint-Paterne)
Pour les articles homonymes, voir Abbaye de la Clarté-Dieu.
L’abbaye Notre-Dame de La Clarté-Dieu est une ancienne abbaye cistercienne, fondée par les moines de Cîteaux, et qui était située sur le territoire de la commune de Saint-Paterne-Racan, en Indre-et-Loire.

## Histoire

### Fondation

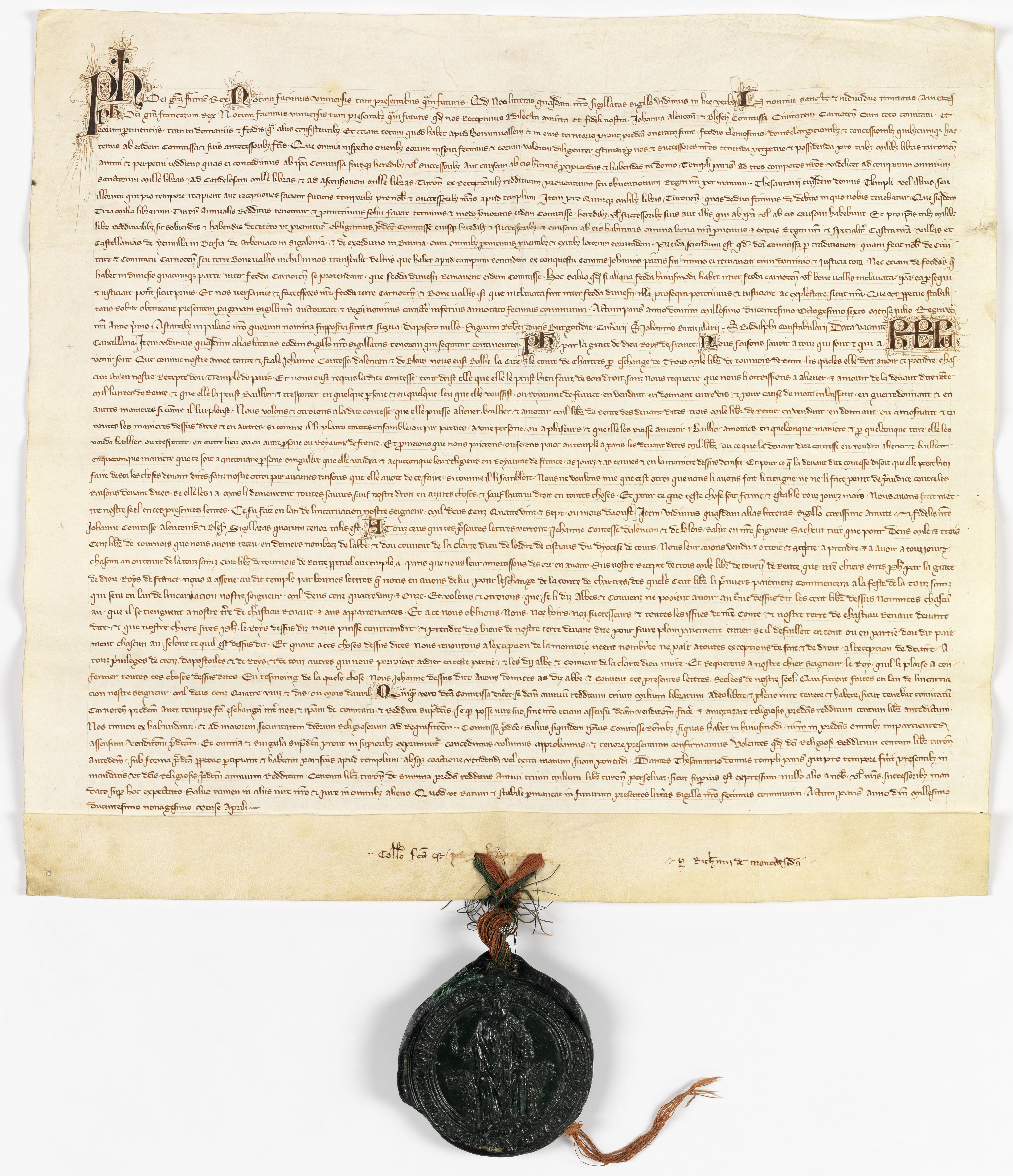
Vidimus, en latin, par Philippe le Bel d’un acte, en français, de sa tante Jeanne d’Alençon et de deux de ses propres actes, le premier en latin et le second en français, par lesquels est confirmé l’amortissement à l’abbaye de la Clarté-Dieu d’une somme de cent livres tournois à percevoir chaque année à la Toussaint sur la rente annuelle de 3000 livres tournois qu’il a faite à sa tante en échange du comté de Chartres. Archives nationales de France.

L'abbaye est fondée en 1240 par les moines de l'abbaye de Cîteaux dont c'est la vingt-cinquième et dernière fille directe ; la décision de fonder cette abbaye revient à Pierre des Roches, évêque de Winchester, qui lègue à l'ordre cistercien 3 000 écus d'or à cet effet. Il charge l'abbé de Cîteaux, Guillaume IV de Montaigu, de mettre en œuvre cette décision. Comme la tradition cistercienne le voulait, c'est un groupe de douze moines (référence aux douze apôtres du Christ) qui vient fonder l'abbaye ; il arrive sur place le 22 juillet 1240.

### Moyen Âge
Les bâtiments souffrent beaucoup des ravages de la Guerre de Cent Ans. Le 11 février 1364, Amaury de Trôo pille et incendie l'abbaye. Les moines sont contraints de se réfugier chez un châtelain voisin en 1383, lors d'une nouvelle attaque.

### AuxXVIIeetXVIIIesiècles
L'abbaye est partiellement rebâtie aux XVIIe et XVIIIe siècles. En 1693, l'aile ouest, abritant les bâtiments communs (cuisine, réserve, etc.) est retravaillée, une partie réutilisée comme pigeonnier. En 1733, le logis du prieur (et non celui de l'abbé commendataire) est rebâti à son tour. La date inscrite sur le bâtiment (1714) semble être erronée. La dégénérescence de la vie monastique est cependant réelle, comme dans l'immense majorité des établissements monastiques de l'époque : l'abbaye ne compte que sept moines en 1704, et quatre à la veille de la Révolution.

### L'abbaye après les moines
Après la Révolution française, l'abbaye, vendue le 3 juin 1791 comme bien national, est acquise par le fermier général Jean-Baptiste Chicoyneau de Lavalette ; il la revend à son tour à Pierre-Jacques Hachin en 1793 ; le fils de ce dernier la cède en 1822 à Louis-François de Sarcé, déjà propriétaire du château d'Hodebert. Sous ces divers propriétaires, l'abbaye est peu à peu détruite et ses matériaux réutilisés pour la construction de maisons des alentours. Sont épargnés par ces destructions le bâtiment des convers, le réfectoire et le pavillon du prieur : en effet, ils sont utilisés par le nouveau propriétaire en tant qu'exploitation agricole (et les caves en tant que champignonnière). Au début du XXIe siècle, l'abbaye bénéficie de certaines protections au titre des monuments historiques : une inscription en 2006 pour sa chapelle des étrangers et d'un classement en 2011 pour l'enclos monastique.

## L'abbaye
Il semblerait que l'abbaye ait été surdimensionnée (prévue pour accueillir une centaine de moines, convers compris) par rapport au nombre de moines qu'elle abrita réellement,. Par exemple, l'abbatiale bâtie par les moines mesurait 57 mètres de longueur sur 20 mètres de largeur. Comme dans la plupart des abbayes cisterciennes, elle était orientée à l'est et située au nord du cloître. Au sud de ce dernier se trouve (conservé au XXIe siècle) le dortoir des frères convers, dont la charpente date de 1274.

## Filiation et dépendances
La Clarté-Dieu est fille de l'abbaye de Cîteaux.

## Liste des abbés
Pierre Robert, en compilant diverses sources, établit une liste, incomplète jusqu'en 1442, de 32 abbés entre 1240 et 1790. Les dix-sept premiers sont des abbés réguliers, les quinze suivants des abbés commendataires.
| Début de l'abbatiat    | Fin de l'abbatiat | Abbé                                     | Notes                                                                                                  |
| Abbés réguliers :      |                   |                                          | |
| 1240                   | 1246              | Regnault                                 | |
| ?                      | ?                 | Jean Ier                                 | |
| ?                      | ?                 | Hilaire                                  | |
| ?                      | ?                 | Jean II                                  | |
| 1289                   | 1298              | Hugues                                   | |
| ?                      | ?                 | Odon                                     | cité en 1319                                                                                           |
| ?                      | ?                 | Guillaume                                | |
| 1351                   | 1358              | Henri Ier                                | |
| 1378                   | 1390              | Pierre                                   | |
| 1399                   | 1418              | Georges                                  | |
| ?                      | ?                 | Mathieu                                  | cité en 1432                                                                                           |
| ?                      | ?                 | Guillaume Michelet                       | cité en 1441                                                                                           |
| 5 février 1442         | 30 janvier 1443   | Thomas Brusley                           | moine de l'abbaye de Bellebranche                                                                      |
| 1443                   | 1464              | Thomas le Potier                         | |
| 1464                   | 1506              | André Lagogué                            | démissionne en 1506 quand il est nommé évêque de Croïa. Mort le 30 juin 1525 ; inhumé à La Clarté-Dieu |
| 1506                   | 1515              | Jean Texier                              | mort en 1515                                                                                           |
| 1515                   | 1545              | Jean de Vaux                             | démissionne en 1545 quand il est nommé évêque de Croïa. Mort en janvier 1551 ; inhumé à La Clarté-Dieu |
| Abbés commendataires : |                   |                                          | |
| 1541                   | 1547              | Étienne Poncher                          | chanoine de Tours, évêque de Bayonne puis archevêque de Tours. Mort le 15 mars 1553                    |
| 1547                   | 1560              | Georges d'Armagnac                       | cardinal-archevêque de Tours, puis de Toulouse et d'Avignon. Mort le 21 juillet 1585                   |
| 1560                   | 1572              | Charles de Bourbon                       | évêque de Nevers, Saintes, Beauvais, cardinal-archevêque de Rouen. Mort le 9 mai 1590                  |
| 1572                   | 10 août 1584      | Nicolas Thiercelin d'Appelvoisin         | mort à La Clarté-Dieu le 10 août 1584                                                                  |
| septembre 1584         | 1609              | Pierre Ménard                            | chanoine de la collégiale Saint-Honoré de Paris                                                        |
| 1609                   | 1618              | François Le Gouz du Plessis-Lionnet      | aumônier du roi                                                                                        |
| 1618                   | septembre 1633    | Charles Bault de Beaumont                | mort en septembre 1633                                                                                 |
| 1634                   | 1656              | Denis de Remefort de La Grelière         | ami de Racan. Mort le 16 mai 1662                                                                      |
| 13 novembre 1656       | 18 août 1694      | Jean de Sazilly                          | |
| 1694                   | 1723              | Valentin Hémard de Paron                 | chanoine de Sens                                                                                       |
| 27 novembre 1723       | 1733              | Henri de Betz de La Hartelloire          | |
| 27 avril 1733          | mai 1749          | Odet Joseph de Vaux de Giry de Saint-Cyr | démissionne en mai 1749. Vicaire général du diocèse de Tours. Mort le 13 janvier 1761                  |
| 1749                   | 25 septembre 1753 | Nicolas Navarre                          | vicaire général de Lyon, évêque de Sidon                                                               |
| 7 novembre 1753        | 2 août 1785       | César-Laurent de La Coste                | chanoine de Tours. Mort le 2 août 1785                                                                 |
| 1785                   | 1790              | René Sève                                | |